# Brevicornu ruficorne
Brevicornu ruficorne är en tvåvingeart som först beskrevs av Johann Wilhelm Meigen 1838.  Brevicornu ruficorne ingår i släktet Brevicornu och familjen svampmyggor. Arten är tillfälligt reproducerande i Sverige. Inga underarter finns listade i Catalogue of Life.